# Together Through Life
Together Through Life —en español: Juntos por la vida— es el trigésimo tercer álbum de estudio del músico estadounidense Bob Dylan, publicado por la compañía discográfica Columbia Records en abril de 2009. El álbum, grabado con su banda habitual en la gira Never Ending Tour y con la colaboración de David Hidalgo y Mike Campbell, incluyó canciones en su mayoría compuestas con Robert Hunter, miembro de Grateful Dead, con quien colaboró previamente en el álbum Down in the Groove.
Al igual que sus anteriores trabajos, "Love and Theft" y Modern Times, Together Through Life combina géneros musicales como el rock, el folk rock y el blues, con un sonido «cercano a los discos de Sun Records y Chess Records», según el periodista Bill Flanagan. Sin embargo, la participación de David Hidalgo, miembro de Los Lobos, aportó un sonido tex-mex a canciones como «If You Ever Go to Houston», «This Dream of You» e «It's All Good».
Together Through Life obtuvo reseñas positivas por parte de la prensa musical y otorgó a Dylan sus mejores resultados comerciales desde el álbum New Morning al alcanzar el primer puesto tanto en la lista estadounidense Billboard 200 como en la lista británica UK Albums Chart. También alcanzó el número uno en las listas de discos más vendidos de países como Argentina, Austria, Canadá, Dinamarca y Suecia, y fue nominado en la categoría de mejor álbum de americana en la 52.ª edición de los Premios Grammy.

## Grabación
En marzo de 2009, apenas dos meses antes de su publicación, la revista Rolling Stone publicó que Dylan había grabado un nuevo álbum programado para abril. En el reportaje, la revista rumoreó que el músico estuvo acompañado en las grabaciones por su banda habitual en la gira Never Ending Tour y por David Hidalgo, multinstrumentista y miembro de Los Lobos. Posteriormente, la revista Mojo publicó una detallada lista de siete nuevas canciones y confirmó su marcado giro al blues y el uso del acordeón en el álbum.
En una conversación con el periodista Bill Flanagan, publicada en la página web oficial de Dylan antes de publicarse Together Through Life, Flanagan sugirió una similitud entre el nuevo álbum y el sonido de Chess Records y Sun Records, lo que Dylan reconoció como un efecto de «el modo en que se tocaron los instrumentos». Además, sugirió que el álbum comenzó cuando el director Olivier Dahan le pidió una canción para la banda sonora de la película My Own Love Song, para quien compuso «Life Is Hard». Aun así, según el músico, Dahan estaba interesado por una banda sonora entera de canciones suyas, y entonces «el álbum tomó su propia dirección».
En la entrevista, el músico también habla sobre «Chicago After Dark», la única canción descartada de Together Through Life e inédita hasta la fecha. A la pregunta de si estaba pensando en Barack Obama cuando compuso «Chicago After Dark», Dylan contestó: «No realmente. Es más bien sobre State Street y el viento del Lago Michigan y sobre cómo a veces conocemos a gente y no somos lo que solíamos ser».
Salvo «This Dream of You», Dylan coescribió las demás canciones con Robert Hunter, letrista de Grateful Dead y con quien colaboró veinte años antes en dos canciones, «Ugliest Girl in the World» y «Silvio», del álbum Down in the Groove. En una entrevista concedida a la revista Rolling Stone, Dylan comentó sobre la colaboración: «Hunter es un viejo amigo, probablemente podríamos escribir cien canciones juntos si pensásemos que sería importante o que las razones correctas estaban ahí... Tiene habilidad con las palabras y yo también. Ambos escribimos diferentes un tipo de canción distinta de lo que hoy llaman componer». Previo a Together Through Life, Dylan solo tuvo una colaboración tan estrecha con Jacques Levy, con quien coescribió la mayoría de las canciones del álbum Desire.
Al igual que en Modern Times, Dylan adaptó la letra de otras canciones de dominio público para incorporarlas a su propio trabajo. En este sentido, el verso «If you ever go to Houston, you better walk right» está tomado de la canción «Midnight Special», de la cual hizo una versión con Harry Belafonte en 1962.
Como adelanto del álbum, el primer sencillo, «Beyond Here Lies Nothin'», pudo descargarse gratuitamente de la página oficial de Dylan el 30 de marzo. El 6 de abril, «I Feel A Change Comin' On» se publicó en formato streaming a través de la web de The Times.

## Recepción
Tras su publicación, Together Through Life obtuvo en general buenas reseñas de la prensa musical, con una puntuación promedio de 76 sobre 100 en la web Metacritic basada en veintisiete críticas. David Fricke, de la revista Rolling Stone, otorgó al álbum una calificación de cuatro sobre un total de cinco estrellas y lo describió como «un disco con un sonido turbio, a menudo desconcertante». El periodista David Fricke escribió en la revista: «Dylan, que cumple 68 años en mayo, nunca sonó tan devastado, tan enfadado y tan lujurioso». La BBC comentó que el álbum «es una lectura maestra del folk americano del siglo XX, aunque atravesado por algunos maliciosos giros líricos», y lo comparó con un «tributo al blues urbano de Chicago», mientras que la revista Mojo escribió: «Together Through Life es un álbum que tiene sus ganchos al comienzo y se niega a dejarlo ir». Además, Danny Eccleston lo describió como «oscuro y sin embargo, reconfortante».
Stephen Thomas Erlewine de Allmusic escribió: «Dada la velocidad de su creación, el álbum tiene una saque espontáneo y cinético, dando la sensación de que es un poco desordenado, lleno de contradicciones, con señales atravesadas y extremos deshilachados. Esa viveza transforma Together Through Life en un asunto más ligero que su predecesor, Modern Times, que estaba teñido de pesimismo y tenía una unidad temática, dos cosas que faltan en comparación». Por otra parte, Robert Christgau le otorgó una calificación de B+ y comentó: «El cantante no es tierno y el acordeón se vuelve molesto. Pero los dos primeros temas son clásicos en la elaboración, los últimos dos son proféticos y significantes, y el blues en medio está tan señalados como que las canciones pop son tediosamente largas. Además tiene a Rober Hunter humanizándolo, lo que en un álbum de amor es siempre un buen sabor».
Desde el punto de vista comercial, Together Through Life es uno de los trabajos más exitosos del catálogo musical de Dylan. Se convirtió en el primer álbum del músico en alcanzar el primer puesto tanto en los Estados Unidos, donde vendió 125 000 copias en su primera semana, como en el Reino Unido. El álbum también llegó al número uno en las listas de discos más vendidos de países como Austria, Canadá, Dinamarca y Suecia. El álbum fue también nominado en la categoría de mejor álbum de americana en la 52.ª entrega de los Premios Grammy, mientras que «Beyond Here Lies Nothin'» fue también mominado en la categoría de mejor interpretación vocal de rock solista.

## Portada y versiones del álbum
La portada del álbum incluye una fotografía de Bruce Davidson, fotógrafo estadounidense, titulada «Brooklyn, NY 1965» y también usada en la portada del libro de relatos de Larry Brown Big Bad Love. La imagen apareció también en el documental de Martin Scorsese No Direction Home en 2005.
Columbia publicó el álbum en tres formatos: CD, LP y como descarga digital. El primer formato incluye a su vez dos ediciones, una edición sencilla y una edición deluxe de tres CD: el disco original, un CD con el episodio «Friends & Neighbors» del programa de radio Theme Time Radio Hour y un DVD con una entrevista a Roy Silver, el primer representante de Dylan, grabada para el documental de Martin Scorsese No Direction Home y descartada.

## Lista de canciones
Todas las canciones escritas y compuestas por Bob Dylan y Robert Hunter excepto donde se anota. 
| N.º | Título                      | Escritor(es)                           | Duración |  |
| 1.  | «Beyond Here Lies Nothin'»  |                                        | 3:51     |  |
| 2.  | «Life Is Hard»              |                                        | 3:40     |  |
| 3.  | «My Wife's Home Town»       | Bob Dylan, Robert Hunter, Willie Dixon | 4:15     |  |
| 4.  | «If You Ever Go to Houston» |                                        | 5:50     |  |
| 5.  | «Forgetful Heart»           |                                        | 3:43     |  |
| 6.  | «Jolene»                    |                                        | 3:50     |  |
| 7.  | «This Dream of You»         | Bob Dylan                              | 6:00     |  |
| 8.  | «Shake Shake Mama»          |                                        | 3:07     |  |
| 9.  | «I Feel A Change Comin' On» |                                        | 5:25     |  |
| 10. | «It's All Good»             |                                        | 5:31     |  |

| Disco dos: Theme Time Radio Hour - Friends & Neighbors (edición deluxe) |                                          |                                  |          |  |
| N.º                                                                     | Título                                   | Escritor(es)                     | Duración |  |
| 1.                                                                      | «Howdy Neighbor»                         | J. Morris                        |          |  |
| 2.                                                                      | «Don't Take Everybody To Be Your Friend» | M. Gabler, R. Tharpe             |          |  |
| 3.                                                                      | «Diamonds Are A Girl's Best Friend»      | L. Robin, J. Styne               |          |  |
| 4.                                                                      | «La Valse de Amitie»                     | O. Guidry                        |          |  |
| 5.                                                                      | «Make Friends»                           | E. McGraw                        |          |  |
| 6.                                                                      | «My Next Door Neighbor»                  | J. McCain                        |          |  |
| 7.                                                                      | «Let's Invite Them Over»                 | O. Wheeler                       |          |  |
| 8.                                                                      | «My Friends»                             | C. Burnett, S. Ling              |          |  |
| 9.                                                                      | «Last Night»                             | W. Jones                         |          |  |
| 10.                                                                     | «You've Got A Friend»                    | C. King                          |          |  |
| 11.                                                                     | «Bad Neighborhood»                       | Caronna, M. Rebennack            |          |  |
| 12.                                                                     | «Neighbours»                             | Mick Jagger, Keith Richards      |          |  |
| 13.                                                                     | «Too Many Parties and Too Many Pals»     | B. Rose, M. Dixon, R. Henderson  |          |  |
| 14.                                                                     | «Why Can't We Be Friends»                | S. Allen, H. Brown, M. Dickerson |          |  |

| DVD (edición deluxe) |                                   |          |  |
| N.º                  | Título                            | Duración |  |
| 1.                   | «Roy Silver - The Lost Interview» |          |  |

## Personal
| Músicos - Bob Dylan: voz, guitarra y teclados - Mike Campbell: guitarra y mandolina - David Hidalgo: acordeón y guitarra - Donny Herron: steel guitar, banjo, mandolina y trompeta - Tony Garnier: bajo - George Recile: batería | Equipo técnico - David Bianco: grabación y mezclas - Eddy Schreyer: masterización - Bill Lane: ingeniero asistente - Rafael Serrano: ingeniero de sonido - David Spreng: ingeniero de sonido - Rich Tosti: ingeniero asistente |

## Posición en listas
| País              | Lista                    | Posición |
| ----------------- | ------------------------ | -------- |
| Alemania          | Media Control Charts     | 2        |
| Australia         | ARIA Albums Chart        | 5        |
| Austria           | Ö3 Austria Top 40        | 1        |
| Bélgica (Flandes) | Ultratop 200 Albums      | 13       |
| Bélgica (Valonia) | Ultratop 200 Albums      | 3        |
| Canadá            | Canadian Albums Chart    | 1        |
| Dinamarca         | Album Top 40             | 1        |
| España            | Promusicae Music Charts  | 4        |
| Estados Unidos    | Billboard 200            | 1        |
| Estados Unidos    | Top Internet Albums      | 1        |
| Finlandia         | Albums Top 50            | 6        |
| Francia           | SNEP Albums Chart        | 9        |
| Italia            | IFPI Italia              | 6        |
| Noruega           | VG-lista Top 40 Albums   | 2        |
| Nueva Zelanda     | New Zealand Albums Chart | 3        |
| Países Bajos      | Mega Albums Top 100      | 3        |
| Portugal          | Top 30 Albums            | 20       |
| Reino Unido       | UK Albums Chart          | 1        |
| Suecia            | Albums Top 60            | 1        |
| Suiza             | Swiss Top Albums 100     | 2        |